# Pickup Truck Racing

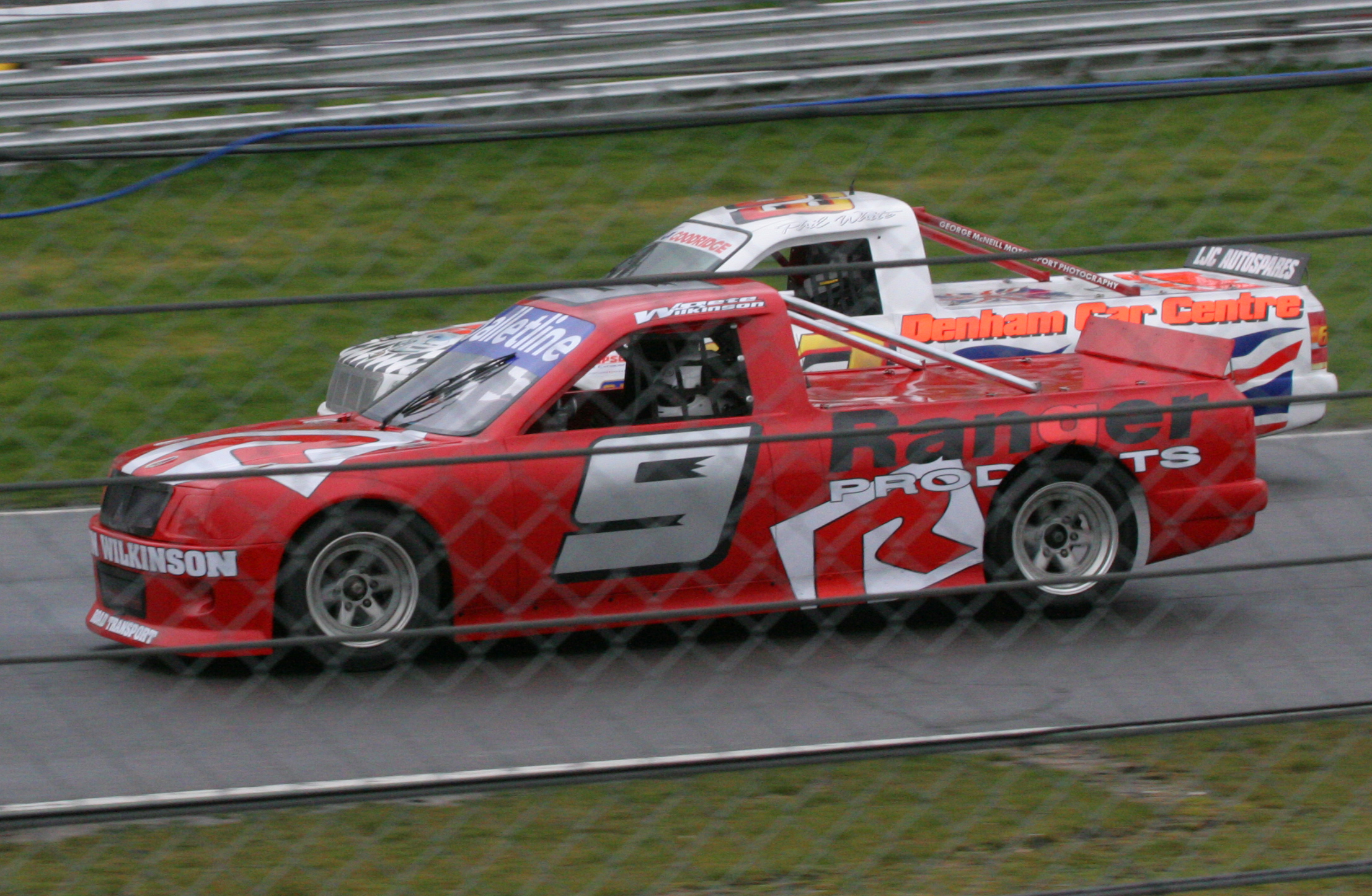
Carros de pickup truck racing, com carroceria aberta

Pickup Truck Racing é uma forma de automobilismo que envolve versões modificadas de Pickups em circuitos de corrida, mistos ou ovais.
As Pickup Truck Racing são similares as corridas de Stock Car, o que difere é a carroceria. A principal diferença é que não possui tão boa aerodinâmica quanto os stock cars.
A competição pioneira é a estadunidense da Nascar Camping World Truck Series.

## Competições de Pickup racing
Estados Unidos
- NASCAR Camping World Truck Series
- National Pickup Truck Racing Association
- FASCAR Pro Truck and Sportsman Series
- ARCA Lincoln Welders Truck Series
- MasterCard Truck Series de (2002–2003)

Reino Unido
- Pickup Truck Racing

Austrália
- V8 Utes

Brasil
- Pick-Up Racing
- Copa Chevrolet Montana